# Маттеу, Николас
Николас Маттеу (греч. Νικόλας Ματθαίου; 7 мая 1998, Лимасол, Кипр) — кипрский футболист, нападающий клуба «Арис (Лимасол)».

## Карьера
Родился 7 мая 1998 года в Лимасоле и является воспитанником местного «Аполлона». В 2014 году перешёл в молодёжную команду греческого клуба ПАОК. С 2016 года стал привлекаться к основной команде клуба. 6 мая 2017 года был в заявке на победном для ПАОКа финале Кубка Греции, однако на поле так и не вышел. Сезон 2017/18 провёл в аренде в клубе «Анортосис», за который сыграл 9 матчей в чемпионате Кипра. Летом 2018 года был вновь отдан в аренду в клуб греческой футбольной лиги «Караискакис».

## Достижения
ПАОК
- Обладатель Кубка Греции: 2016/2017